# 房法寿
房法寿（房法壽、ぼう ほうじゅ、生没年不詳）は、中国の南北朝時代の軍人。小名は烏頭。本貫は清河郡繹幕県。

## 経歴
幼くして父を失った。若くして狩猟を好み、年少の者たちとつるんで盗みを働いていた。従叔の房元慶や房範鎮らが法寿の罪に連座して州郡の追及を受けたことから、法寿は一族の鼻つまみ者扱いとなった。法寿は弱冠にして、州に迎えられて主簿となった。後に母が老齢であることを理由に、州郡の召命に応じなくなった。ブタや牛を盗んで殺しては、母とともに食事した。壮士を集めて、100人あまりを抱えていた。
法寿の母が亡くなって数年、沈文秀と崔道固が晋安王劉子勛の反乱に呼応して起兵すると、明僧暠と劉乗民が宋の明帝側に応じて起兵し、沈文秀を攻撃した。法寿も清河郡太守の王玄邈とともに西屯で起兵し、崔道固を攻撃した。王玄邈は法寿を司馬とし、崔道固の軍を連破した。法寿は宋の綏辺将軍・魏郡太守となった。劉子勛が死去すると、崔道固と沈文秀は明帝に帰順し、撤兵した。崔道固は法寿が民衆を扇動するのを憂慮して、法寿を放逐しようとした。法寿は出向の準備をしながら内心では出向を望まなかった。
法寿の従弟の房崇吉が升城にいたが、北魏の慕容白曜に敗れて、その母と妻が慕容白曜の軍に捕らえられた。房崇吉は旧宅に逃げ帰った。房崇吉は母と妻が捕らえられた件に関して、法寿に解決を委ねた。法寿はすでに南朝宋に仕える気をなくしており、崔道固に対しては恨みさえ抱いていた。ときに崔道固は兼治中の房霊賓に清河郡と広川郡の事務を任せて、盤陽に駐屯させていた。法寿は房崇吉とともに房霊賓を襲撃し、盤陽を攻め落とした。法寿は慕容白曜に帰順することを条件に房崇吉の母と妻の身柄を贖いたいと交渉した。慕容白曜は将軍の長孫観らを大山の南から馬耳関に入らせて盤陽に赴かせ、房崇吉の母と妻の身柄を返還させることにした。崔道固が軍を派遣して盤陽を包囲させたが、法寿らは20日あまりにわたって守り通した。長孫観の軍がやってくると、崔道固の軍は撤退した。長孫観の軍が入城すると、法寿は北魏の平遠将軍の号を受け、韓騏驎とともに冀州刺史をつとめ、租税の上納を監督することになった。法寿の従弟の房霊民は北魏の清河郡太守となり、房思順は済南郡太守となり、房霊悦は平原郡太守となり、房伯憐は広川郡太守となり、房叔玉は高陽郡太守となり、房叔玉の兄の房伯玉は河間郡太守となり、房伯玉の従弟の房思安は楽陵郡太守となり、房思安の弟の房幼安は高密郡太守となった。
歴城と梁鄒が北魏に降ると、法寿と房崇吉らは崔道固や劉休賓とともに平城に入朝した。法寿は上客とされ、房崇吉は次客とされ、崔道固や劉休賓は下客とされた。法寿に与えられた賜物は薛安都らに次ぐものがあった。法寿は功により壮武侯の爵位を受け、龍驤将軍の号を加えられ、田宅や奴婢を給与された。法寿は酒を好み、施しを愛し、古なじみの賓客と飢飽をともにして、いつも満足な食事とはいえなかった。畢衆敬らは法寿の博愛をたっとんだ。太和年間、法寿は死去した。平東将軍・青州刺史の位を追贈された。諡は敬侯といった。

## 子女
- 房伯祖（後嗣、伯爵に降格された。斉郡内史となったが、事務を功曹の張僧皓に委任した。張僧皓は大々的に賄賂を受けとるいっぽう、伯祖は衣食を欠くありさまであった。後に広陵王元羽が青州刺史となると、伯祖はその下で従事中郎・平原相をつとめた。幽州輔国長史に転じ、公事における罪を問われて免官された）[6][3]
- 房叔祖（功により魏昌子の爵位を受けた。広陵王国郎中令・長広東萊二郡太守・龍驤将軍・中散大夫を歴任し、永安年間に安東将軍・郢州刺史となった）[6]
- 房幼愍（安豊新蔡二郡太守となった。事件に連座して官を奪われ、家に蟄居した。庭中で群犬に噛まれて死去した）[6][7]

## 伝記資料
- 『魏書』巻43 列伝第31
- 『北史』巻39 列伝第27